# ۱۷ ربیع‌الاول
۱۷ ربیع‌الاول، هفدهمین روز ماه ربیع‌الاول در تقویم هجری قمری است.
در تقویم هجری قمری قراردادی این روز هفتاد و ششمین روز سال است.

## زادروزها
- ۵۳ قبل از هجرت ‐ محمد پیامبر اسلام، به روایت شیعیان
- ۸۳ ‐ جعفر بن محمد صادق ششمین امام شیعیان
- ۱۳۶۲ - سید محمد صدر مرجع تقلید شیعه و رئیس حوزه علمیه نجف

## درگذشت‌ها
- ۸۵۱ - مؤنسه بکری، بانوی محدّث مصری.